# Fort White
Fort White est une localité du comté de Columbia en Floride, qui doit son nom à un fort construit à cet emplacement dans les années 1830.

## Démographie
| 1890 | 1900 | 1910 | 1920 | 1930 | 1940 |
| ---- | ---- | ---- | ---- | ---- | ---- |
| 376  | 600  | 329  | 360  | 272  | 317  |

| 1950 | 1960 | 1970 | 1980 | 1990 | 2000 |
| ---- | ---- | ---- | ---- | ---- | ---- |
| 329  | 425  | 365  | 386  | 268  | 409  |

| 2010 | - | - | - | - | - |
| ---- | - | - | - | - | - |
| 567  | - | - | - | - | - |

Sa population était de 409 habitants lors du recensement de 2000.